# Rosyjska Narodowa Armia Ludowa

Naszywka RNNA

Rosyjska Narodowa Armia Ludowa (ros. Русская Национальная Народная Армия, RNNA) – kolaboracyjna formacja zbrojna w służbie III Rzeszy złożona z Rosjan podczas II wojny światowej.
13 marca 1942 r. w wiosce Osintorf koło Orszy rozpoczęto formowanie pod auspicjami niemieckiego wywiadu wojskowego Abwehra jednostki wojskowej złożonej z Rosjan pod nazwą 203 ochotniczy oddział do zwalczania partyzantki w liczbie 100–150 żołnierzy. W ciągu 4 miesięcy przy sztabie Grupy Armii „Środek” zorganizowano sztab jednostki, pułk piechoty (trzy bataliony po ok. 200 ludzi), kompanie rozpoznawczą, karabinów maszynowych i gospodarczą, plutony samochodowy, saperów, łączności i sztabowy, dywizjon artylerii oraz kurs szkoleniowy kadry dowódczej. Ponadto w Szkłowie sformowano samodzielny batalion strzelecki. Miały one na uzbrojeniu 225 karabinów maszynowych, 24 moździerze, kilka dział polowych, 2 samochody. Cała broń pochodziła ze zdobyczy na Armii Czerwonej. Oddziały składały się z rosyjskich jeńców wojennych z obozów jenieckich w Borysowie, Smoleńsku, Rosławiu i Wiaźmie. 
Początkowo starano się prowadzić nabór ochotników jedynie spośród przeciwników władzy stalinowskiej, ale ostatecznie zaczęto brać wszystkich zgłaszających się. Z biegiem czasu Niemcy zaczęli nazywać jednostkę Verband Graukopf, a następnie Oddziałem Doświadczalnym „Środek” (Versucheband „Mitte”) lub Osintorf Brigade. Na jej czele stanęli początkowo rosyjscy biali emigranci: płk Konstantin G. Kromiadi, odpowiedzialny za sprawy polityczne i płk Igor K. Sacharow, odpowiedzialny za sprawy wojskowe. Przyjęli oni pseudonimy: płk K. G. Kromiadi – „Sanin”, zaś płk I. K. Sacharow – „Lewin”. Odpowiedzialnym ze strony niemieckiej był ppłk Abwehry von Hetting-Seeburg. Rosyjscy dowódcy RNNA zamierzali rozwinąć swoją formację do wielkości dywizji, wysłać ją na front do walki z Armią Czerwoną, doprowadzić do masowych dezercji i w ten sposób sformować armię rosyjską walczącą z reżimem bolszewickim. Celem ostatecznym było ustanowienie nowej Rosji. Jednakże Niemcy zamierzali wykorzystać jednostkę głównie do celów sabotażowo-dywersyjnych na tyłach wojsk sowieckich, które to działania miały prowadzić pojedyncze plutony i kompanie, a także walki z partyzantką. Mijało się to z celami rosyjskich dowódców RNNA. 
Już w maju 1942 r. żołnierze RNNA przeszli chrzest bojowy. Niemcy skierowali ich do walki z działającym na tyłach niemieckich w rejonie Wiaźmy i Dorohobuża I Gwardyjskim Korpusem Kawaleryjskim gen. P. A. Biełowa. Oddział liczący ok. 300 żołnierzy przebranych w mundury sowieckie miał przeniknąć do sztabu korpusu i wziąć go do niewoli. W trakcie działań ok. 100 żołnierzy przeszło na stronę sowiecką, zaś ok. 70 zginęło. Około 120 powróciło do swoich pozycji wraz z pewną liczbą sowieckich dezerterów. Latem kilka grup żołnierzy liczących po 150–200 ludzi zostało przez Niemców przerzuconych przez linię frontu. Pozostałe oddziały RNNA uczestniczyły 4-krotnie w operacjach antypartyzanckich. Działania te spowodowały odpowiedź dowództwa sowieckiego, które skierowało swoich agentów w szeregi RNNA. W rezultacie w sierpniu 1942 r. na stronę partyzantów przeszło ok. 200 żołnierzy i oficerów RNNA z bronią w ręku. W tej sytuacji Niemcy zwolnili rosyjskich oficerów RNNA i odesłali ich do Berlina, zastępując ich oficerami Armii Czerwonej, którzy dostali się do niewoli i zadeklarowali współpracę. 
Od 1 września 1942 r. za sprawy polityczne RNNA zaczął odpowiadać gen. mjr Gieorgij N. Żylenkow, a dowództwo wojskowe objął płk Władimir I. Bojarski. Niemieckie dowództwo wiązało z jednostką duże nadzieje polityczne i dlatego przemianowało ją na Rosyjską Narodową Armię Ludową. Liczyła ona ok. 1,5 tys. żołnierzy. Rozpoczęto nawet wydawać własne pismo „Rodina”. W październiku 1942 r. dowództwo RNNA przedstawiło stronie niemieckiej plan powołania komitetu wyzwolenia ojczyzny i sformowania rosyjskiej armii narodowej, aby jeszcze latem 1943 r. zniszczyć ZSRR. Pod koniec listopada dowództwo Grupy Armii „Środek” zdecydowało zreorganizować RNNA, dostosowując strukturę organizacyjną jej batalionów do organizacji batalionów piechoty Wehrmachtu. W rezultacie bataliony RNNA składały się z trzech kompanii strzeleckich, plutonów rozpoznawczego, saperów, łączności, przeciwpancernego (3 działka ppanc. 45 mm) i artylerii (2 działa polowe 76 mm). Cała RNNA nazwana Brygadą Bojarskiego miała mieć pięć batalionów strzeleckich, batalion sztabowy i batalion techniczny. Na początku grudnia 1, 2 i 3 bataliony (w niemieckiej nomenklaturze 633, 634 i 635 Ostbataliony) były ukompletowane w 75%, bataliony sztabowy i techniczny – w 60%, zaś 4 i 5 batalion (636 i 637 Ostbataliony) – jedynie w 15-20%. Liczebność całej jednostki dochodziła do 4 tys. ludzi. Pomimo tego w połowie grudnia osiągnęła ona gotowość bojową. 16 grudnia wizytował ją feldmarszałek Günther von Kluge, będąc zadowolonym z organizacji. Rozkazał dwa bataliony przenieść w rejon Berezy do walki z partyzantką. Operacja zakończyła się niepowodzeniem. Kolejne trzy niepełne bataliony zostały przerzucone pod Wielkie Łuki do odblokowania okrążonego zgrupowania niemieckiego. Podczas walki rozproszyły się, a wielu żołnierzy poległo. W tej sytuacji Niemcy usunęli z dowódczych funkcji gen. G. N. Żylenkowa i płk. W. I. Bojarskiego, mianując nowym dowódcą b. majora Armii Czerwonej Rudolfa F. Rila, mianowanego na stopień podpułkownika. Faktycznie dowodził jednak niemiecki oficer płk Karetti, zaś przy sztabie jednostki powstał niemiecki sztab. 
RNNA została przemianowana na 700 Wschodni Pułk Specjalnego Przeznaczenia. Rosyjscy oficerowie i żołnierze coraz gorzej reagowali na te wszystkie zmiany, coraz częściej dezerterując do partyzantów. Po ucieczce do lasu 130 żołnierzy Niemcy w maju 1943 r. aresztowali ppłk. W. F. Rila. Następnie rozformowali sztab pułku, zaś poszczególne bataliony poprzenosili do różnych garnizonów. W ten sposób pułk przestał istnieć.
Ciekawostką jest fakt, że od początku sierpnia 1942 r. przy 4 batalionie RNNA istniał pododdział złożony z b. sowieckich pilotów wojskowych. Na ich czele stali mjr Fiłatow, kpt. Ripuszinski i por. Pliuszczow. Przekazali oni dowódcy 4 batalionu płk. Kobziewowi plan utworzenia oddziału lotniczego. Dowództwo RNNA ze sceptycyzmem podeszło do tego pomysłu, ale ostatecznie poparło go. Niemcy zgodzili się na utworzenie szkoleniowo-treningowej grupy lotniczej na czele z mjr. Fiłatowem. Jej liczebność wynosiła 22 ludzi. Na początku września 1942 r. rozpoczęły się zajęcia z zakresu teorii awiacji, lotów, działań szturmowych. Po zmianie dowództwa RNNA nowy dowódca płk W. I. Bojarski postanowił o zakończeniu szkolenia lotniczego. Faktycznie przygotowania członków grupy lotniczej trwały aż do lutego 1943 r., czyli rozformowania RNNA. Następnie mjr Fiłatow i kpr. Ripuszinski zostali skierowani do Mohylewa, zaś pozostali lotnicy do szkoły oficerskiej 1 Wschodniego Pułku Zapasowego w Bobrujsku.